# توبر
توبر یک منطقهٔ مسکونی در یمن است که در استان صنعا واقع شده‌است.